# Tre Giorni delle Fiandre Occidentali 2009
La Tre Giorni delle Fiandre Occidentali 2009, decima edizione della corsa, valevole come prova del circuito UCI Europe Tour 2009 categoria 2.1, si svolse in tre tappe dal 6 all'8 marzo 2009 per un percorso di 541,4 km, con partenza da Courtrai e arrivo ad Ichtegem. Fu vinta dall'olandese Johnny Hoogerland del Vacansoleil Pro Cycling Team, che si impose in 12h 00' 54" alla media di 41,59 km/h.
Al traguardo di Ichtegem furono 94 i ciclisti che completarono la competizione.

## Tappe
| Tappa  | Data    | Percorso            | km    | Vincitore di tappa | Leader cl. generale |
| ------ | ------- | ------------------- | ----- | ------------------ | ------------------- |
| 1ª     | 6 marzo | Courtrai > Bellegem | 176,4 | Johnny Hoogerland  | Johnny Hoogerland   |
| 2ª     | 7 marzo | Torhout > Handzame  | 179,3 | Danilo Napolitano  | Johnny Hoogerland   |
| 3ª     | 8 marzo | Ichtegem > Ichtegem | 185,7 | Wouter Weylandt    | Johnny Hoogerland   |
| Totale | Totale  | Totale              | 541,4 |                    |                     |

## Squadre e corridori partecipanti
| N.      | Cod. | Squadra                      |
| ------- | ---- | ---------------------------- |
| 1-8     | VAC  | Vacansoleil Pro Cycling Team |
| 11-18   | QST  | Quick Step                   |
| 21-28   | SIL  | Silence-Lotto                |
| 31-38   | KAT  | Team Katusha                 |
| 41-48   | AST  | Astana Team                  |
| 51-58   | MRM  | Team Milram                  |
| 61-68   | ALM  | AG2R La Mondiale             |
| 71-78   | BBO  | Bbox Bouygues Telecom        |
| 81-88   | TSV  | Topsport Vlaanderen-Mercator |
| 91-98   | LAN  | Landbouwkrediet-Colnago      |
| 101-108 | AGR  | Agritubel                    |

| N.      | Cod. | Squadra                   |
| ------- | ---- | ------------------------- |
| 111-118 | SKS  | Skil-Shimano              |
| 121-128 | BMC  | BMC Racing Team           |
| 131-138 | ELK  | Elk Haus                  |
| 141-148 | JVB  | Jong Vlaanderen-Bauknecht |
| 151-158 | WIL  | Verandas Willems          |
| 161-168 | PCO  | Palmans-Cras              |
| 171-178 | SKT  | An Post-Sean Kelly Team   |
| 181-188 | RB3  | Rabobank Continental Team |
| 191-198 | CCB  | Cycling Club Bourgas      |
| 201-208 | CDU  | Cinelli-Down Under        |

## Dettagli delle tappe

### 1ª tappa
- 6 marzo: Courtrai > Bellegem – 176,4 km

Risultati
| Pos. | Corridore         | Squadra     | Tempo    |
| ---- | ----------------- | ----------- | -------- |
| 1    | Johnny Hoogerland | Vacansoleil | 4h10'14" |
| 2    | Jens Mouris       | Vacansoleil | a 17"    |
| 3    | Kevyn Ista        | Agritubel   | s.t.     |

| Pos. | Corridore         | Squadra     | Tempo    |
| ---- | ----------------- | ----------- | -------- |
| 1    | Johnny Hoogerland | Vacansoleil | 4h10'04" |
| 2    | Kevyn Ista        | Agritubel   | a 15"    |
| 3    | Jens Mouris       | Vacansoleil | a 21"    |

### 2ª tappa
- 7 marzo: Torhout > Handzame – 179,3 km

Risultati
| Pos. | Corridore         | Squadra         | Tempo    |
| ---- | ----------------- | --------------- | -------- |
| 1    | Danilo Napolitano | Team Katusha    | 4h15'05" |
| 2    | Bobbie Traksel    | Vacansoleil     | s.t.     |
| 3    | Denis Flahaut     | Landbouwkrediet | s.t.     |

| Pos. | Corridore         | Squadra     | Tempo    |
| ---- | ----------------- | ----------- | -------- |
| 1    | Johnny Hoogerland | Vacansoleil | 8h25'09" |
| 2    | Kevyn Ista        | Agritubel   | a 14"    |
| 3    | Bobbie Traksel    | Vacansoleil | a 15"    |

### 3ª tappa
- 8 marzo: Middelkerke > Ichtegem – 185,7 km

Risultati
| Pos. | Corridore         | Squadra       | Tempo    |
| ---- | ----------------- | ------------- | -------- |
| 1    | Wouter Weylandt   | QuickStep     | 4h35'47" |
| 2    | Danilo Napolitano | Team Katusha  | s.t.     |
| 3    | Roy Sentjens      | Silence-Lotto | s.t.     |

| Pos. | Corridore         | Squadra     | Tempo     |
| ---- | ----------------- | ----------- | --------- |
| 1    | Johnny Hoogerland | Vacansoleil | 13h00'54" |
| 2    | Kevyn Ista        | Agritubel   | a 13"     |
| 3    | Jens Mouris       | Vacansoleil | a 23"     |

## Evoluzione delle classifiche
| Tappa              | Vincitore          | Classifica generale | Classifica a punti | Classifica sprint | Classifica giovani | Classifica a squadre |
| ------------------ | ------------------ | ------------------- | ------------------ | ----------------- | ------------------ | -------------------- |
| 1ª                 | Aurélien Clerc     | Johnny Hoogerland   | Kevyn Ista         | Kevyn Ista        | Kevyn Ista         | Vacansoleil          |
| 2ª                 | Danilo Napolitano  | Johnny Hoogerland   | Kevyn Ista         | Kevyn Ista        | Kevyn Ista         | Vacansoleil          |
| 3ª                 | Wouter Weylandt    | Johnny Hoogerland   | Kevyn Ista         | Kevyn Ista        | Kevyn Ista         | Agritubel            |
| Classifiche finali | Classifiche finali | Johnny Hoogerland   | Kevyn Ista         | Kevyn Ista        | Kevyn Ista         | Agritube             |

## Classifiche finali

### Classifica generale
| Pos. | Corridore         | Squadra       | Tempo     |
| ---- | ----------------- | ------------- | --------- |
| 1    | Johnny Hoogerland | Vacansoleil   | 13h00'54" |
| 2    | Kevyn Ista        | Agritubel     | a 13"     |
| 3    | Jens Mouris       | Vacansoleil   | a 23"     |
| 4    | Roy Sentjens      | Silence-Lotto | a 24"     |
| 5    | Kevin Hulsmans    | QuickStep     | a 25"     |
| 6    | Steven Caethoven  | Agritubel     | a 26"     |
| 7    | Jurij Krivcov     | AG2R La Mond. | s.t.      |
| 8    | Francis De Greef  | Silence-Lotto | s.t.      |
| 9    | Kurt Hovelynck    | QuickStep     | a 27"     |
| 10   | Steve Houanard    | Skil-Shimano  | s.t.      |

### Classifica a punti
| Pos. | Corridore         | Squadra       | Punti |
| ---- | ----------------- | ------------- | ----- |
| 1    | Kevyn Ista        | Agritubel     | 32    |
| 2    | Danilo Napolitano | Team Katusha  | 27    |
| 3    | Bobbie Traksel    | Vacansoleil   | 18    |
| 4    | Roy Sentjens      | Silence-Lotto | 18    |
| 5    | Johnny Hoogerland | Vacansoleil   | 17    |

### Classifica sprint
| Pos. | Corridore        | Squadra       | Punti |
| ---- | ---------------- | ------------- | ----- |
| 1    | Kevyn Ista       | Agritubel     | 12    |
| 2    | Bobbie Traksel   | Vacansoleil   | 6     |
| 3    | Kevin Hulsmans   | QuickStep     | 4     |
| 4    | Steven Caethoven | Agritubel     | 3     |
| 5    | Francis De Greef | Silence-Lotto | 3     |

### Classifica giovani
| Pos. | Corridore        | Squadra       | Punti     |
| ---- | ---------------- | ------------- | --------- |
| 1    | Kevyn Ista       | Agritubel     | 13h01'07" |
| 2    | Francis De Greef | Silence-Lotto | a 13"     |
| 3    | Steve Houanard   | Skil-Shimano  | a 14"     |
| 4    | Mitchell Docker  | Skil-Shimano  | a 15"     |
| 5    | Kristof Goddaert | Topsport Vl.  | a 16"     |

### Classifica a squadre
| Pos. | Squadra                      | Tempo     |
| ---- | ---------------------------- | --------- |
| 1    | Agritubel                    | 39h04'09" |
| 2    | Topsport Vlaanderen-Mercator |           |
| 3    | Landbouwkrediet-Colnago      |           |
| 4    | Skil-Shimano                 |           |
| 5    | QuickStep                    |           |